# Nicolas Pacquot
Nicolas Pacquot, né le 12 décembre 1978 à Montbéliard, est un homme politique français. Il est député de la troisième circonscription du Doubs du 22 juin 2022 au 10 juin 2024.

## Biographie
Nicolas Pacquot est fils d'ouvriers Peugeot, il est né et a grandi dans le Pays de Montbéliard.
Ingénieur, il travaille durant vingt ans chez PSA puis Stellantis.
Fin 2021, il s'engage auprès de la Majorité présidentielle pour soutenir la réélection d'Emmanuel Macron.
Depuis le 15 décembre 2021, il est aussi le référent Horizons sur le Pays de Montbéliard.

## Mandats

### Maire
Nicolas Pacquot est élu conseiller municipal d’Étouvans en 2008. En 2014, il devient maire de la commune. Lors des élections municipales de 2020, il est réélu maire pour un deuxième mandat,.

### Député
Lors des élections législatives de 2022, le député sortant Denis Sommer annonce qu’il ne se représente pas. Nicolas Pacquot est investi, par la coalition de la majorité présidentielle, sous l’étiquette Ensemble ! -  Renaissance.
Le 19 juin 2022, il est élu député de la 3e circonscription du Doubs en obtenant 50,83 % des suffrages exprimés au second tour des élections législatives de 2022,

### Agglomération de Montbéliard
À la suite des élections municipales et communautaires de 2020, il rassemble un collectif d'une quarantaine d'élus, de tous bords politiques, et se présente à la présidence de Pays de Montbéliard Agglomération,.
Au premier tour, il obtient 39 voix et arrive en deuxième position derrière le président sortant Charles Demouge (LR) avec 45 voix, et devant le sénateur Martial Bourquin (PS) avec 28 voix.
Il perd au second tour avec 39 voix contre 68 voix, à la suite d'une coalition LR-PS.
Il est élu 3e vice-président chargé du numérique.